# Вольдемар Фогт
Вольдемар Фогт (Фохт) (нім. Woldemar Voigt [ˈvɔldəmar ˈfoːkt]) — німецький фізик-теоретик, з 1900 року член-кореспондент Берлінської академії наук.
Народився 2 вересня 1850 року в Лейпцигу, помер 13 грудня 1919 року в Геттінгені. Навчався в університеті Кенігсберга у Франца Ернста Ноймана. Закінчивши навчання в 1874 році, продовжив працювати в альма-матері до 1883 року, після чого переїхав до міста Геттінген, в університеті якого пропрацював до 1914 року.
Основні праці присвячені фізиці кристалів, магнітооптиці, теорії пружності, термодинаміці, механіці, кінетичній теорії газів. У 1898 році Фогтом був відкритий названий його ім'ям ефект. У 1899 році зацікавився впливом електричного поля на речовину, намагався дати класичне пояснення ефекту Зеемана. У 1899—1900 роках створив теорію магнітооптичних явищ (теорія Лоренца — Фогта) У 1895-96 роках Фогтом була написана двотомна праця «Теоретична фізика», а основна робота «Lehrbuch der Kristallphysik» (підручник з фізики кристалів) вперше була опублікована в 1910 році. Іменем Фойгта також названі функція зі спеціальним профілем і форма запису симетричного тензора (нотація Фогта).